# 勒里拜
勒里拜（法語：Le Ribay，法語發音：[lə ʁibɛ]）是法国马耶讷省的一个市镇，位于该省东北部，属于马耶讷区。

## 地理
勒里拜（48°23'0"N, 0°24'33"W）面积17.36 平方千米，位于法国卢瓦尔河地区大区马耶讷省，该省份为法国西北部内陆省份，北起芒什省和奧恩省，西接伊勒-维莱讷省，南至曼恩-卢瓦尔省，东临萨尔特省。
与勒里拜接壤的市镇（或旧市镇、城区）包括：沙尔希涅、勒阿姆、阿尔当日、勒奥尔、马尔西耶城。

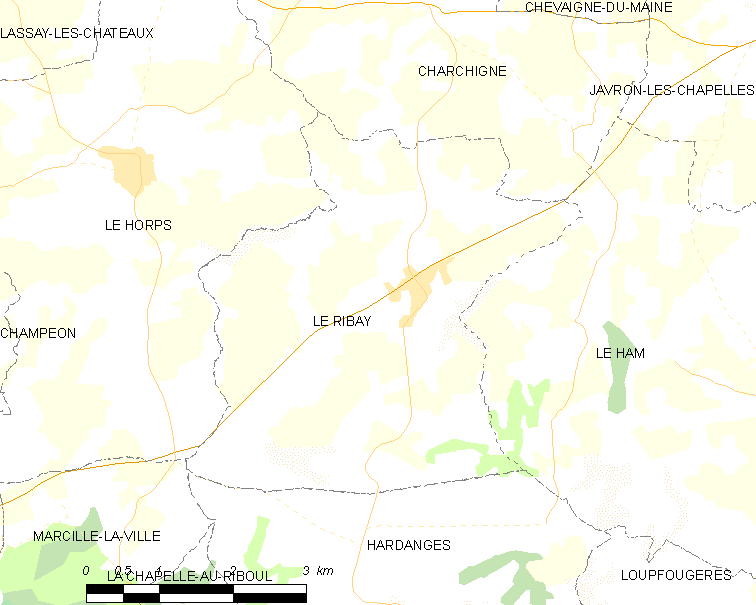
勒里拜的OSM定位图

勒里拜的时区为UTC+01:00、UTC+02:00（夏令时）。

## 行政
勒里拜的邮政编码为53640，INSEE市镇编码为53190。

## 政治
勒里拜所属的省级选区为拉赛堡县。

## 人口

1962-2008年间勒里拜人口变化图示

勒里拜于2022年1月1日时的人口数量为464人。